# Associazione Calcio Mantova 1920-1921
Questa pagina raccoglie le informazioni riguardanti l’Associazione Calcio Mantova nelle competizioni ufficiali della stagione 1920-1921.

## Stagione
Nella stagione 1920-1921 il Mantova disputa il girone B della Prima Categoria emiliana. Con 10 punti è secondo alle spalle del Bologna che chiude la stagione con 15. Supera il Parma nelle due gare di spareggio e accede alle semifinali nazionali. Poi si piazza al quarto posto nel girone di semifinale alle spalle di Torino, Legnano e Padova.

## Rosa
| N. |                   | Ruolo | Calciatore           |
| -- | ----------------- | ----- | -------------------- |
|    | Italia (bandiera) | P     | Romano Mattinzoli    |
|    | Italia (bandiera) | P     | Diaderico Raffaldini |
|    | Italia (bandiera) | P     | Tonino Raffaldini    |
|    | Italia (bandiera) | D     | Enghel Barbieri      |
|    | Italia (bandiera) | D     | Lamberto Bodini      |
|    | Italia (bandiera) | D     | Galetti              |
|    | Italia (bandiera) | D     | Carlo Ghirelli       |
|    | Italia (bandiera) | D     | Dante Prosperi       |
|    | Italia (bandiera) | D     | Carlo Venturini      |
|    | Italia (bandiera) | C     | Giorgio Agostinelli  |

| N. |                   | Ruolo | Calciatore        |
| -- | ----------------- | ----- | ----------------- |
|    | Italia (bandiera) | C     | Ettore Gasparini  |
|    | Italia (bandiera) | C     | Giuseppe Grigoli  |
|    | Italia (bandiera) | C     | Manna             |
|    | Italia (bandiera) | C     | Nino Vidotto      |
|    | Italia (bandiera) | A     | Carlo Barbieri    |
|    | Italia (bandiera) | A     | Bianchi           |
|    | Italia (bandiera) | A     | Masé              |
|    | Italia (bandiera) | A     | Andrea Preuss     |
|    | Italia (bandiera) | A     | Giuseppe Soresina |

## Risultati

### Prima Categoria

#### Girone B emiliano

##### Girone di andata
| Arbitro: | Perallini |

|            |           |                                      |
| Gabusi 81’ | Marcatori | 12’ Manna 25’ Venturini 71’ Soresina |

| Arbitro: | Rovinetti |

|  |           |                 |
|  | Marcatori | 7’ Barbieri III |

| Arbitro: | Pederzini (Modena) |

|               |           |             |
| Gasparini 25’ | Marcatori | 10’ Baruffi |

| Arbitro: | Caroncini (Roma) |

|                 |           |              |
| Agostinelli 55’ | Marcatori | 10’ Genovesi |

##### Girone di ritorno
| Arbitro: | Pederzini (Modena) |

|                                               |           |             |
| Gasperini Agostinelli ?’, ?’ Manca 40’ (rig.) | Marcatori | ?’ (rig.) ? |

| Arbitro: | Bertazzoni (Modena) |

|              |           |  |
| ? 27’ (rig.) | Marcatori |  |

| Arbitro: | Majani (Torino) |

|  |           |                      |
|  | Marcatori | 20’, 37’ Agostinelli |

| Arbitro: | Borgognoni (Bologna) |

|                          |           |                  |
| Genovesi 32’ Alberti 37’ | Marcatori | 75’ Barbieri III |

#### Qualificazioni alle semifinali
| Arbitro: | Venegoni (Legnano) |

|  |           |                  |
|  | Marcatori | 81’ Barbieri III |

| Arbitro: | Zorzi (Vicenza) |

|                                                    |           |  |
| Barbieri III 16’ Soresina 30’, 34’ Agostinelli 56’ | Marcatori |  |

#### Semifinale C

##### Girone di andata
| Arbitro: | Fries (Milano) |

|           |           |                               |
| Preus 47’ | Marcatori | 35’ Martin III 50’, 80’ Calvi |

| Arbitro: | Sessa (Milano) |

|                          |           |  |
| Sodano 2’ Rosso 46’, 87’ | Marcatori |  |

| Arbitro: | Bertazzoni (Modena) |

|                                                      |           |                     |
| Bianchi 40’ Soresina 42’, 65’ Barbieri II 80’ (rig.) | Marcatori | 65’, 88’ Monti (II) |

##### Girone di ritorno
| Arbitro: | Grossi (Milano) |

|           |           |  |
| Janni 45’ | Marcatori |  |

| Arbitro: | Cavazzana (Milano) |

|                              |           |  |
| Soresina 74’ Agostinelli 89’ | Marcatori |  |

| Arbitro: | Tradico (Milano) |

|                                 |           |             |
| Monti (II) 26’ Busini (III) 87’ | Marcatori | 81’ Tellini |